# Vis Pesaro dal 1898
Maillots
Actualités
Le Vis Pesaro dal 1898 est le club de football de la ville de Pesaro, chef-lieu de la province de Pesaro et Urbino, dans la région des Marches. 

## Historique
Le club a été fondé en 1898. Refondé en 2006, à la suite de la fusion avec l'Usi Urbinelli, il s'unit, en 2008, avec le Villa Pesaro pour créer l'ASD Futbol Pesaro 1898.
Après son nouveau départ, le club monte en Serie D en 2011 puis est promu en Serie C après la saison 2017-2018.

## Historique des noms
- 1922-1926 : Società Polisportiva Vis Sauro Pesaro
- 1926-1932 : Gruppo Sportivo Vis Pesaro
- 1932-1940 : Società Sportiva Vis Pesaro
- 1940-1943 : Polisportiva Vis Pesaro
- 1945-1966 : Società Polisportiva Vis Sauro Pesaro
- 1966-1984 : Società Polisportiva Vis Sauro Pesaro
- 1984-1994 : Vis Pesaro Calcio
- 1994-2006 : Vis Pesaro 1898
- 2006-2008 : Associazione Sportiva Dilettantistica Nuova Vis Pesaro 2006
- 2008-2009 : Associazione Sportiva Dilettantistica Futbol Pesaro 1898
- 2009-2010 : Associazione Sportiva Dilettantistica Vis Pesaro 1898
- 2010-2018 : Società Sportiva Dilettantistica Vis Pesaro 1898
- 2018- : Vis Pesaro dal 1898

## Anciens joueurs
- Giordano Corsi
- Alberto Fontana
- Gian Piero Gasperini
- Delio Rossi